# الأثر البيئي للري

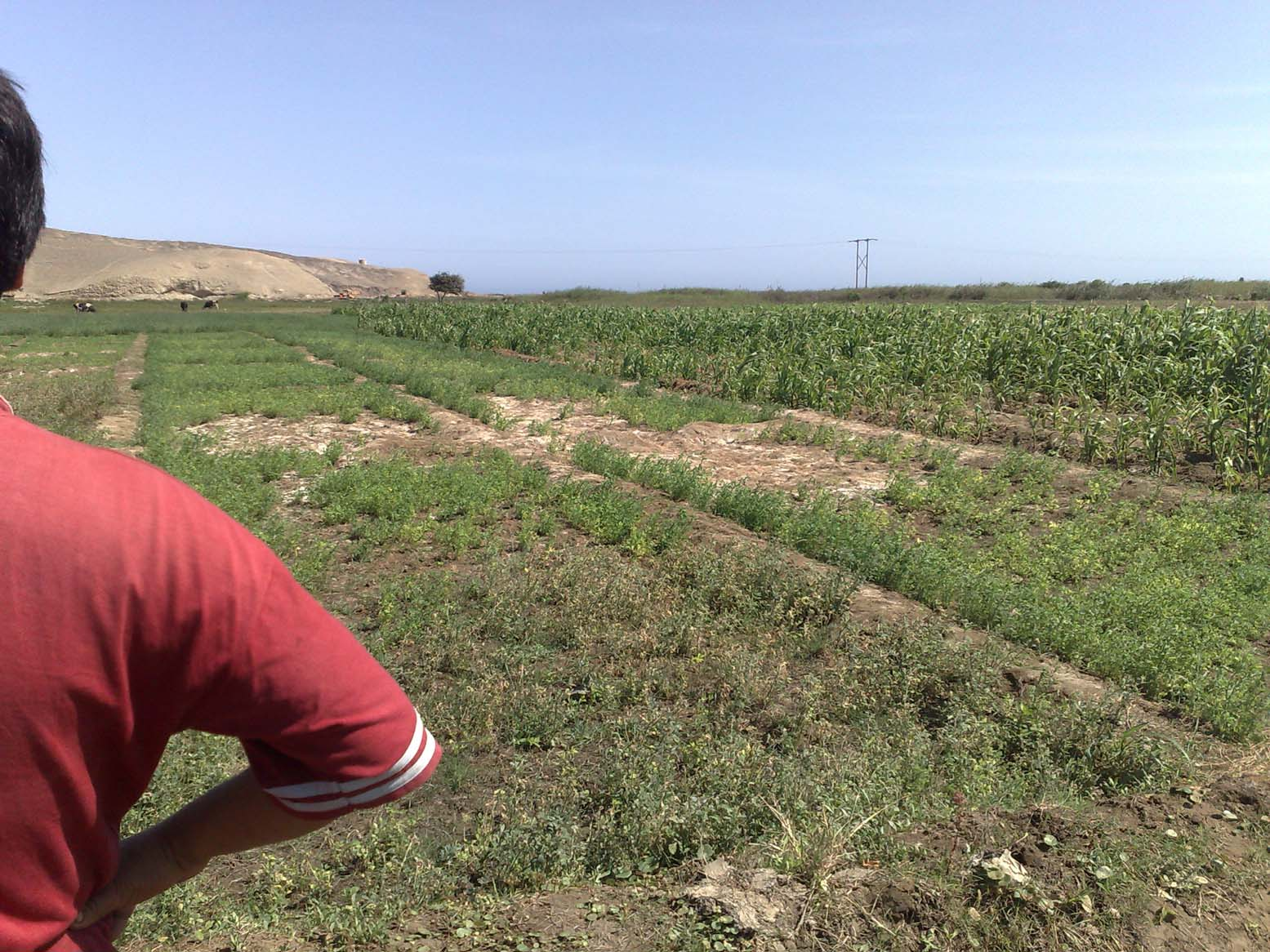

قد يؤثر الريّ على الأنظمة المائية إذا استُخدم بشكل غير صحيح. أما إذا استُخدم بكياسةٍ فلا ضرر سيحدث.
ترتبط التأثيرات البيئية للريّ (بالإنجليزية: Environmental impact of irrigation) بالتغيرات في كمية وجودة التربة والماء التي تنتج عن الريّ والتأثيرات على الظروف الطبيعية والاجتماعية في المستجمعات النهرية ومجاري أنظمة الريّ. تنشأ التأثيرات من الأوضاع الهيدرولوجية المُعدلة الناتجة عن تنصيب نظام الريّ وتفعيله.

## تأثيرات مباشرة
يستجرّ نظام الريّ الماء من المياه الجوفية، الأنهار، البحيرات وجريان المياه السطحية، ويوزعه على منطقة ما. تتضمن التأثيرات الهيدرولوجية أو المباشرة لهذا الفعل، انخفاض جريان النهر، زيادة التبخر في المناطق المرويّة، زيادة مستوى سطح الماء الجوفي مع زيادة إعادة تغذية المياه الجوفية في المنطقة وزيادة التيار في المنطقة المروية. كذلك، للريّ تأثيرات آنيّة على تزويد الجو بالرطوبة، الأمر الذي يُحدث قلاقل جوية وزيادة في هطول الأمطار مع اتجاه الريح، أو في حالات أخرى يعدل الدورة الجوية، فيصل المطر إلى مناطق مختلفة مع اتجاه الريح. زيادة الري ونقصانه منطقة قلق مهمة في دراسات حوض الترسب، التي تعاين كيف يمكن لتعديلات هامة في إيصال التبخر إلى الجو قلب هطول الأمطار مع اتجاه الريح.

## تأثيرات غير مباشرة
التأثيرات غير المباشرة هي تأثيرات لها عواقب تحتاج وقتًا أطول لتظهر وقد تكون طويلة الأمد أيضًا. تشتمل التأثيرات غير المباشرة للري على ما يلي:
- التشبع بالماء.
- ملوحة التربة.
- الضرر البيئي.
- تأثيرات اقتصادية اجتماعية.

تحدث الآثار غير المباشرة المتجسدة في التشبّع بالماء وملوحة التربة مباشرةً على الأرض المعرضة للري. أما العقبات البيئية والاقتصادية الاجتماعية تطلب وقتًا أطول لتحدث لكن يمكن أن تصل لمدى أبعد.
تستخدم بعض مشاريع الري الآبار. ينخفض نتيجة ذلك مستوى الماء الكلي. الأمر الذي قد يسبب المياه الأحفورية، انحسار التربة/الأرض، وتسرب المياه المالحة في المناطق الممتدة على طول الساحل.
تحتل المناطق المروية عالميًا نحو 16% من مساحة الأراضي الزراعية كاملةً ويبلغ ريع محاصيل الأراضي المروية نحو 40% من الريع النهايئ. وبعبارة أخرى، تنتج الأراضي المروية ضعفين ونصف ضعف إنتاج الأراضي الغير مروية. سيناقش هذا المقال بعض الآثار البيئية والاقتصادية الاجتماعية للري.

## آثار عكسية

### انخفاض جريان النهر
قد يسبب انخفاض تيار جريان النهر:
- انخفاض فيضان التيار
- اختفاء أهوار أو غابات مستنقعية مهمة بيئيًا واقتصاديًا[6]
- انخفاض توفر الماء الصناعي، البلدي، المنزلي وماء الشرب
- انخفاض طرق الملاحة. انسحاب الماء يشكل تهديدًا خطيرًا لنهر الغانج. في الهند، تسيطر السدود على كل روافد الغانج وتحول نحو 60 بالمئة من جريان النهر إلى الري
- انخفاض فرص الصيد. يواجه نهر السند في الباكستان شحًّا نتيجة استجرار الماء الجائر للري. يسكن نهر السند 25 فصيلةً برمائية و147 فصيلة سمكية 22 منها لا توجد في مكان آخر في العالم. يأوي دولفين نهر الغانج، أحد أندر الثدييات في العالم. الشعوب السمكية مهددة أيضًا، وهي المصدر الرئيسي للبروتين وأنظمة دعم الحياة الشاملة للعديد من المجتمعات.
- انخفاض الصب في البحر، الأمر الذي قد يكون له عقبات متعددة مثل الانجراف الساحلي (في غانا مثلًا) وتسرب المياه المالحة في الدالات والمصبات (مثل مصر، انظر السد العالي). تيار الماء المسحوب من نهر النيل لأجل الري كبير جدًا لدرجة أنه، بغض النظر عن حجمه، في فترات الجفاف لا يصل النهر إلى البحر. عانى بحر آرال من «فاجعة بيئية» نتيجة اعتراض مياه النهر لغايات ريّ.[7]

### زيادة تغذية المياه الجوفية، التشبُّع بالمياه، ملوحة التربة
تنبع زيادة تغذية المياه الجوفية من خسائر إعادة تغذية المياه الجوفية العميقة التي لا يمكن تجنبها والتي تحدث في نظام الري. انخفاض كفاءة الري، وارتفاع الخسائر. على الرغم من أن كفاءة الري المرتفعة إلى حد ما بنسبة 70% أو أكثر (أي خسائر بنسبة 30% أو أقل) يمكن أن تحدث مع تقنيات متطورة مثل الري بالرش والري بالتنقيط، أو عن طريق الري السطحي المُدار جيدًا، في الواقع تكون الخسائر في العادة في حدود 40% إلى 60%. قد يتسبب هذا في المشكلات التالية:
- ارتفاع منسوب المياه
- زيادة تخزين المياه الجوفية التي يمكن استخدامها للري، والمياه البلدية، ومياه الشرب، عن طريق الضخ من الآبار
- مشاكل التشبُّع بالمياه والصرف في القرى والأراضي الزراعية وعلى طول الطرق - مع عواقب سلبية في الغالب. يمكن أن يؤدي ارتفاع منسوب المياه الجوفية إلى انخفاض الإنتاج الزراعي.
- منسوب المياه الضحلة - علامة على أن طبقة المياه الجوفية غير قادرة على التعامل مع إعادة شحن المياه الجوفية الناجمة عن خسائر الترشيح العميقة حيث المياه الجوفية ضحلة، يتم تقليل تطبيقات الري. نتيجة لذلك، تفقد التربة قدرتها على التسريب وتتطور مشاكل ملوحة التربة
- من المعروف أن مستويات المياه الراكدة على سطح التربة تزيد من حدوث الأمراض المنقولة عن طريق المياه مثل الملاريا، والفيلاريا، والحمى الصفراء، وحمى الضنك، وداء البلهارسيات (البلهارسيا) في العديد من المناطق. نادرًا ما تشكل التكاليف الصحية وتقييم الآثار الصحية وتدابير التخفيف جزءًا من مشاريع الري، إن وجدت.
- للتخفيف من الآثار الضارة لطبقات المياه الضحلة وتملح التربة، هناك حاجة إلى بعض أشكال التحكم في الماء، والتحكُّم في ملوحة التربة، والصرف ونظام الصرف.
- عندما تتحرك مياه الصرف عبر ملف التربة، قد تذوب المواد المغذية (إما المُستندة إلى الأسمدة أو التي تحدث بشكل طبيعي) مثل النترات، مما يؤدي إلى تراكم تلك المواد الغذائية في طبقة المياه الجوفية. يمكن أن تكون مستويات النترات العالية في مياه الشرب ضارة للإنسان، خاصة الأطفال دون سن 6 أشهر، حيث ترتبط بـ «متلازمة الرضيع الأزرق».

### انخفاض جودة مياه التيار النهري
بالنظر إلى استنزاف المياه السطحية والجوفية في منقطة المشروع، حيث يمكن أن تتصبح المياه متوسطة الملوحة أو أن تتلوث نتيجة المواد الكيماوية الزراعية مثل المبيدات والأسمدة، يمكن أن تفسد جودة مياه النهر أسفل منطقة المشروع، الأمر الذي يقلل من قابليته للاستخدام الصناعي، البلدي، أو المنزلي. وقد يقود هذا إلى خفض الصحة العامة.
قد تسبب مياه النهر الملوثة التي تصل إلى البحر آثارًا عكسية على البيئة على طول شاطئ البحر.